# Батуринська сотня
Батуринська сотня — адміністративно-територіальна і військова одиниця Чернігівського і Ніжинського полків Гетьманщини в 1649-1782 рр.
Центр — місто Батурин.
Після знищення Батурина О. Меншиковим у 1708 р. сотенний центр деякий час розташовувався у селі Митченки.

## Історія

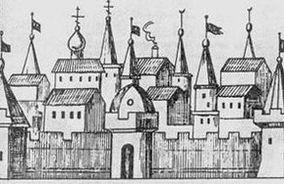
Місто Батурин. Лубок XVIII ст.

За однією з версій, утворилася у складі Борзнянського полку (1648-1649 pp.). Козаки Борзнянського полку з козаками Батуринської сотні у його складі взяли участь у поході 1648 р. Б. Хмельницького до Замостя і, зокрема, у Пилявецькій битві 1648 року та в облозі Львова й Замостя.
Згодом батуринські козаки взяли участь у здобутті Гомеля в квітні 1649 року та в поході Б. Хмельницького 1649 р. до Збаража і, зокрема, у Збаразькій облозі й у Зборівській битві 1649 р. З батуринців 1649 р. було утворено похідний полк, а Мартин Небаба звався полковником борзнянським, батуринським і почепським. 
За Зборівською угодою 16 жовтня 1649 р. до реєстру сотні занесено прізвища 99 козаків на чолі з сотником Стефаном Окшею.
У складі Чернігівського полку батуринці брали участь у молдавському поході Б. Хмельницького 1650 р., а 1651 року – в обороні північо-східних рубежів Війська Запорозького. Похідний полк, складений з батуринців і очолюваний батуринським сотником С.Окшею, стояв тоді у Стародубі і його підрозділи чинили рейди в межі Литовського великого князівства. Згодом цей полк очолив І.Шохов, а ще пізніше – А.Тарасенко, і він у червні 1651 р. здійснив славетний прорив на Рославль через місцевості Московського царства. У липні ж, після загибелі полковника М. Небаби, батуринці взяли участь в обороні Чернігова від військ Речі Посполитої.
На підставі Білоцерківського договору 1651 року Військо Запорозьке мало повернути Речі Посполитій землі колишнього Чернігівського воєводства. Козаків Чернігівського полку за наказом гетьмана Б. Хмельницького було переведено до сусідніх південніших полків. Проте, 1652 р. договір було розірвано, устрій Війська Запорозького відновлено, але межі полків зазнали суттєвих змін. Відновлена Батуринська сотня увійшла до складу Ніжинського полку. 
У складі Ніжинського полку батуринці взяли участь в молдавському поході Б. Хмельницького 1652 року і, зокрема, у Батозькій битві 1652 року.
Порівнюючи матеріали Реєстру 1649 р. (99 козаків) і Присяжних книг 1654 р. (671 козак) можемо зробити висновок, що за цей час Батуринська сотня значно збільшилася. При цьому кількість козаків, що внесені до реєстру 1649 р., становила лише близько 17 %.
З 1669 р. гетьмани Дем'ян Ігнатович, Іван Самойлович, Іван Мазепа мали у Батурині свої резиденції. Водночас місто продовжувало бути центром сотні. Перебування у ньому гетьманського двору відбилося на її соціально-економічній структурі. Разом із Глухівською Батуринська сотня належить до так званих «столичних сотень».
У 1782 p. територію Батуринської сотні включено до Коропського повіту Новгород-Сіверського намісництва.

## Батуринська сотенна старшина

### Сотники
Шохов Іван Матвійович (1648);
Окша Степан (?—1649—1651.9.05—?);
Мишуренко Сава Михайлович (1654-1659, 1661-1662);
Зражевський Кирило (1659);
Гнилозубенко Хома Михайлович (1664, 1668);
Коровка-Вольський Григорій Карпович (1669-1672);
Болдаковський Василь Семенович (1673);
Бутович Іван Богданович (1675);
Андрійович Ярема (1676-1689);
Нестеренко Дмитро (1690-1708);
Затиркевич Дмитро (1697, н.);
Бутко Леонтій (1700);
Тарасович Євстахій (1704);
Фіалковський Іван (1708);
Яковенко Григорій Якович (1710-1712);
Долинський (Сучченко) Яків Іванович (1713, 1716, наказний);
Стожок Федір Данилович (1713-1732);
Прийма Федір (1718, наказний; 1722, наказний);
Стовпець Василь (1720, наказний);
Костенецький Іван Григорович (1732-1735);
Демидовський Олексій Мартинович (1735-1736, наказний; 1744-1745);
Кулаковський Кирило Петрович (1746-1749);
Стожок Дмитро Климович (1750-1767);
Смяловський Микита Якович (1769-1782).

### Отамани
Попович Ярема (?—1654—?);
Іванович Андрій (?—1664—?);
Білик Федір (?—1676—?);
Хрисанович Гордій (?—1679—1702?);
Мочульський Федір (?—1673—1708—?);
Харевський Данило, Гордійович (Гордієнко) Іван (?—1712—1713—?);
Забіла Микола (?—1715—?);
Прийма Федір (?—1716—1728—?);
Мотуз Петро (1715, 1720, нак.);
Стовпець Василь (1716, нак.);
Хрисанович Гордій (1719 нак.?);
Міняйло Прокіп Степанович (?—1734—?);
Рижий Йосип Іванович (?—1738—1756);
Сотенні:
Порохонський Федір (?—1758—1763—?);
Косач Василь (?—1769—?);
Башуцький (?—1781—?).

### Писарі
Петров Іван (?—1654—?)

### Осавули
Мочульський Семен (?—1654—?);
Русак Григорій (?—1725—1726—?);
Крас Степан (? — 1737 —?);
Муха Василь (?— 1737—?);
Стефанович Терешко (?- 1738 - ?);
Острозький Моїсей (?—1754 —1757—?)
Башуцький Дмитро (?— 1769— ?).

### Хорунжі
Проценко Влас (?—1654—?)

## Населені пункти Батуринської сотні
- Атюша, село;

- Батурин, місто;

- Мельня, село;

- Митченки, село;

- Красне, село;

- Ксьонзівка, село;

- Обмачів, село;

- Тростянка, село.